# You Go Your Way
『You Go Your Way』（ユー・ゴー・ユア・ウェイ）は、CHEMISTRYの3枚目のシングル。2001年10月11日に発売。

## 解説
本作とサントリー「BOSS」コラボレーションCMソングとして起用。本楽曲でNHK紅白歌合戦に初出場。
前作から4か月ぶりの新曲。本作の発売日は通常の水曜日ではなく木曜日（前日の10月10日がかつて祝日だったため）。
CD発売前、2001年9月21日正午から48時間限定でインターネット上で実施したミュージック・ビデオの放送に、延べ100万人のアクセスがあった。
デビュー曲から3作連続オリコンチャート1位を獲得。CHEMISTRYのシングルの中で売上が3番目に多い。
デビュー年での3作首位は史上初（グループからソロでの再デビュー・派生ユニット除く）。
表題曲が6分17秒と長尺なことからラジオ用に1分半ショートエディットしたヴァージョンを4曲目（4分31秒）に収録している。

## 収録曲
1. You Go Your Way 
（作詞：小山内舞　作曲：豊島吉宏　編曲：Maestro-T）
2. B.M.N. (BIG MAN, NOW)
（作詞：立田野純　作曲：葛谷葉子　編曲：松原憲）
3. You Go Your Way (Acappella Mix) / CHEMISTRY featuring ARC Gospel Choir
4. You Go Your Way (Radio Edit)
5. You Go Your Way (LESS VOCAL)

## You Go Your Way feat.Shingo Suzuki
『You Go Your Way feat.Shingo Suzuki』(ユー・ゴー・ユア・ウェイ フィーチャリング・シンゴ・スズキ)はCHEMISTRYの3作目の配信限定シングル。

### 解説（feat.Shingo Suzuki）
本作はCHEMISTRYがデビュー20周年を記念し、2021年10月27日より初期発表の代表曲にリアレンジを施したものを連続配信リリースを行う企画の第3弾としてリリースされた。

### 収録曲（feat.Shingo Suzuki）
1. You Go Your Way feat.Shingo Suzuki
作詞：小山内舞／作曲：豊島吉宏／編曲：Shingo Suzuki

## カバー
You Go Your Way
- TRD（近藤孝行 & 小野大輔） - 2023年1月4日発売の配信限定シングル『You Go Your Way from CrosSing』に収録。カバーソングプロジェクト『CrosSing - Music＆Voice-』関連曲の楽曲としてのリリース。